# Potjevleesch

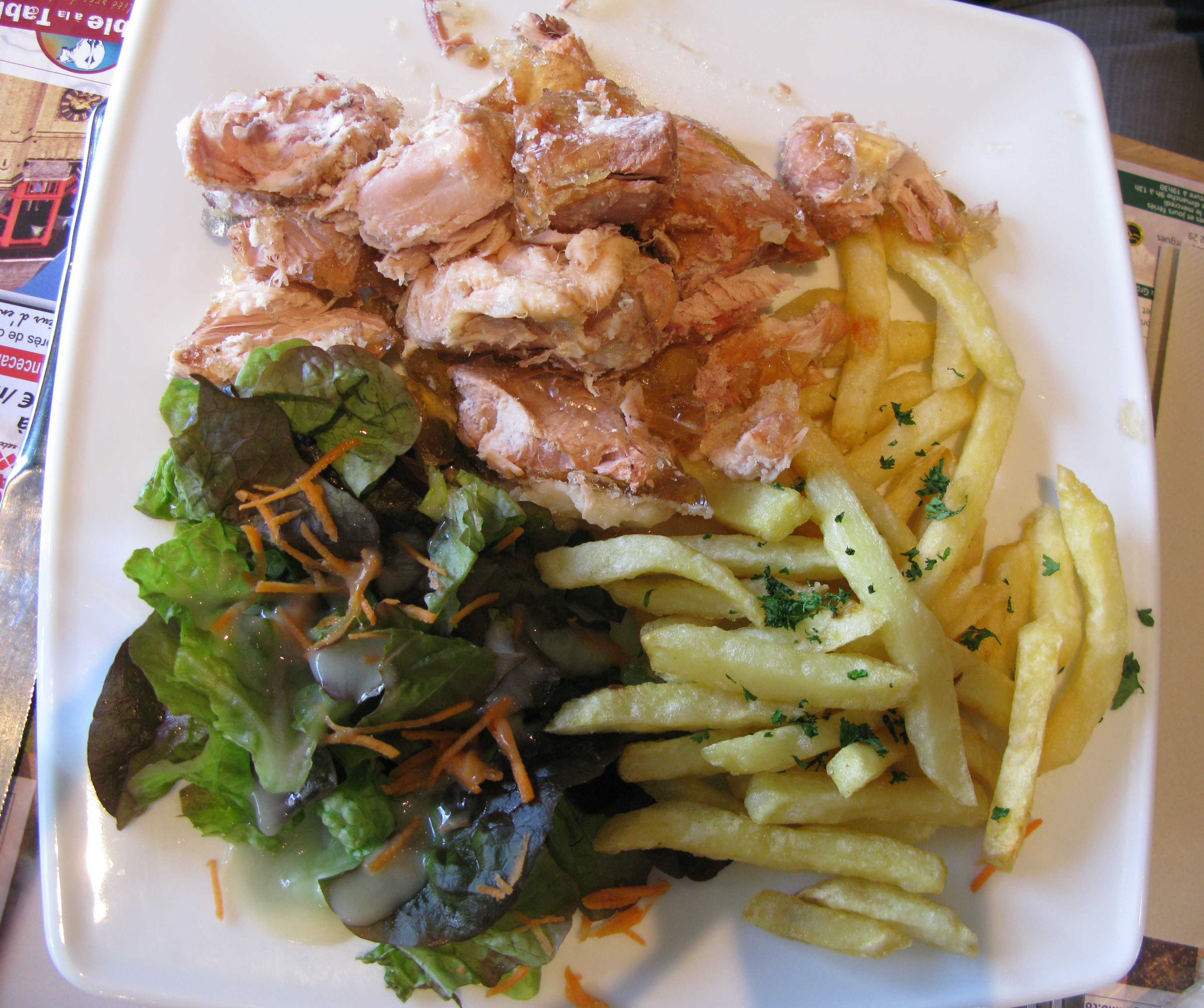
Potjevleesch con patatas fritas

El potjevleesch (potjevleisch o potjevlees según la zona) es un plato tradicional flamenco presente también en regiones del norte de Francia y Bélgica. Su nombre viene del idioma neerlandés y significa pequeño tarro de carnes.
Se trata de una mezcla de trozos de distintas carnes (pollo, conejo, ternera y panceta de cerdo) cocinados juntos y envueltos en gelatina. Suele servirse frío, acompañado de patatas fritas o manzanas a la dunkerquoise (medio hervidas, medio fritas).